# Bloodhorse
Bloodhorse — американський хеві-метал гурт із Бостона, Массачусетс, створений наприкінці 2005 року.

## Історія
Гурт Bloodhorse був створений наприкінці 2005 року басистом Меттом Вудсом (Matt Woods), гітаристом Адамом Вентвортом (Adam Wentworth) і барабанщиком Алексом Гарсіа-Рівера (Alex Garcia-Rivera) в Бостоні, штат Массачусетс. Усі троє учасників гурту раніше грали разом у хардкор-панк гурті Bars.
«Чесно кажучи, — пояснює по телефону басист Метт Вудс, — що насправді нас об’єднало, так це взаємна любов до Deep Purple. На наших перших репетиціях ми знову і знову грали «Space Truckin». У нас трьох різні музичні інтереси, але справді нас об’єднує захоплення Black Sabbath, Deep Purple і The Who».
«Єдина причина, чому у нас немає співака, полягає в тому, що наш барабанщик благав нас не шукати його. І нас справді приваблює ідея потужного тріо. Це перший гурт, у якому ми коли-небудь співали, за винятком випадків уривчастих фонових викриків. Спочатку ми боялися співати — жахалися. Перші кілька репетицій — це були лише ці двоє наляканих хлопців, які шепотіли в мікрофон».
Перші чотири пісні, написані гуртом Bloodhorse, були швидко записані під час репетицій і самостійно випущені як демо-CD під назвою «Black Lung Rising» у квітні 2006 року.
Гурт Bloodhorse один рік виступав на північному сході США.
У 2007 році гурт підписав контракт з філадельфійським лейблом Translation Loss Records, і у липні того ж року випустив свій дебютний мініальбом під простою назвою EP.
У 2009 році гурт Bloodhorse випустив альбом Horizoner.
В наступному році Адам Вентворт і Метт Вудс приєдналися до супергурту All Pigs Must Die.
З 2014 року барабанщик Алекс Гарсія-Рівера випускає сольну музику під псевдонімом Chrome Over Brass, а також грає в гурті American Nightmare.

## Склад гурту
- Адам Вентворт (Adam Wentworth) — гітара, вокал (2005–наш час)
- Метт Вудс (Matt Woods) — бас-гітара, вокал (2005–наш час)
- Алекс Гарсіа-Рівера (Alex Garcia-Rivera) — барабани (2005–наш час)

## Дискографія
- Black Lung Rising CD (2006) — self-released
- EP CD (2007) — Translation Loss Records
- Horizoner CD (2009) — Transition Loss Records